# Кампелло-суль-Клитунно
Кампе́лло-суль-Клиту́нно (итал. Campello sul Clitunno) — город в Италии, располагается в области Умбрия, подчиняется административному центру Перуджа.
По данным Национального института статистики, население коммуны, на 01.01.2023 года, составляло 2316 человек, плотность населения ─ 46,54 чел./км². Коммуна занимает площадь 49,76 км². Почтовый индекс — 06042. Телефонный код — 0743.
Покровителем населённого пункта почитается святой Донат из Ареццо. День памяти ежегодно отмечается 7 августа.

## Климат
Согласно климатической классификации итальянских муниципалитетов, Кампелло-суль-Клитунно входит в зону D, количество градусо-дней составляет 2085.